# Sungazing

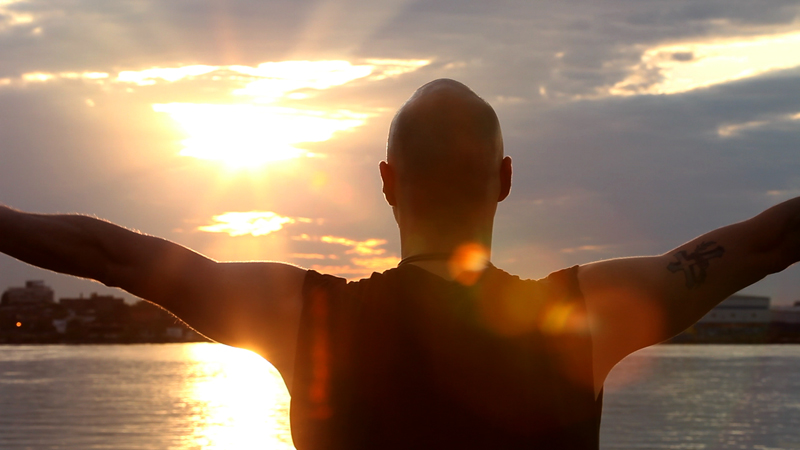
Home practicant sungazing a l'alba.

Sungazing (també conegut com a sun gazing, curació solar, contemplació del sol, Sun Ioga, Surya Ioga i Solar Ioga) és una pràctica que consisteix a mirar directament al sol en el seu ocàs o sortida durant uns minuts amb la creença que això permet rebre la seva llum, energia, i complementar, millorar o fins i tot deixar de menjar. Els sungazers expliquen que els seus ulls són capaços de convertir la llum solar en energia per als seus cossos. Molts practicants d'aquest mètode afirmen a més que l'energia que irradia el sol en una jornada pot ser emmagatzemada en l'aigua continguda en un pot de vidre. Aquesta aigua, segons els practicants proveeix de més energia a qui la beu.
És una creença sense demostració científica i una pràctica perillosa i desaconsellada. Mirar directament al sol és perillós i pot causar retinopatia solar i provocar danys permanents als ulls o ceguesa. L'exposició a la radiació ultraviolada, produïda pel sol, és perillosa. Segons els practicants, l'índex UV hauria de ser menor a 2 durant la contemplació del sol. Mirar directament al sol fora de les hores segures, fins i tot durant períodes breus de temps pot causar ceguesa o dany sever als ulls. Les conseqüències del sungazing durant un eclipsi solar són retinopatia solar, danys a la retina dels ulls a causa de la radiació solar i ceguesa en diversos graus i persistència. Tot i que la pèrdua de visió a causa d'aquests danys és generalment reversible, hi ha documentats dany permanents i pèrdues de visió. La majoria dels professionals de cura dels ulls recomanen als pacients evitar mirar directament el sol. L'exposició a la radiació ultraviolada, produïda pel sol, s'associa amb danys als ulls, incloent pterigion i cataractes.
El seu impulsor és Hira Ratan Manek (Índia, 12 de setembre de 1937), que afirma que ja s'havia practicat en l'antiguitat en moltes parts del món. Des del 18 de juny de 1995, afirma seguir vivint només amb l'energia del sol i aigua. De tant en tant, per hospitalitat i propòsits socials, afirma beure te, cafè i mantega.